# 汐東捷運
汐東捷運為新北捷運興建中的路線，是民生汐止線計畫的一部份，範圍為東湖（SB10）至汐止（SB15），由新北市政府捷運工程局持續推動與興建。路線代號為SB，代表色為天藍色。此路線行經臺北市內湖區以及新北市汐止區，並預期可改善汐止社地區通往臺北市區的聯外交通。

## 路線概要
路線規劃高架中運量捷運系統型式，總長度約5.5公里，設置車站6座，機廠1座 。

## 歷史

### 民生汐止線「東湖－汐止區公所」時期
- 2013年11月8日及15日：召開公聽會。[8]
- 2015年7月16日，原本郝龍斌市府時期規劃優先推動的第一期路段為內湖新湖一路到汐止段（SB07－SB15），但臺北市捷運局評估SB07至SB09站（內湖蘆洲里安康路）人口密度不高，臺北市市長柯文哲上任後裁示優先推動東湖（SB10）－汐止段（SB15）的計畫[9]。
- 2016年4月，臺北市捷運局主任秘書王偉表示，民生汐止線可行性研究報告，2011年經行政院經濟建設委員會審議原則同意，完成綜合規畫報告書初稿後，2014年提報到兩市研議委員會討論。目前一期環評從汐止－東湖段已通過，二期東湖段－臺北市民生西路、民生東路段環境影響評估尚未通過，預計2017年編列預算重新進行環評。[10]
- 2020年7月31日，民生汐止線通過環保署環境影響評估審查，在完成綜合規畫報告修訂作業後，將提報交通部審議，待中央政府核定最快2年開工、9年完工第一階段路網汐止至內湖。[11]
- 2020年10月13日，中華民國交通部召開「北北基軌道路網政策溝通平台」會議，會中決定將第一階段樟樹灣=汐科站間路軌與基隆捷運共軌，並將與基隆捷運共用社后機廠。[12]後決定民生汐止線先行推動其中的汐止東湖線，汐東段的綜規與環評作業推改由新北市政府捷運工程局持續推動與興建。

### 汐東捷運時期
- 2020年12月4日、12月23日，「北北基軌道路網政策溝通平台」的工作小組第4、5次會議決定民生汐止線先行推動其中的東湖（SB10）－汐止區公所（SB15）段，汐東捷運的綜規與環評作業推改由新北市政府捷運工程局持續推動與興建。
- 2021年7月30日，汐止東湖線綜合規劃報告函送交通部核轉行政院，目前工程預計將於綜合規劃報告核定後9年完工。[13]
- 2021年11月，台北市政府推動汐東線延伸銜接環狀線東環段的議題，並規劃在環狀線東環段的舊宗站內，預留與汐東線銜接轉乘介面，以解決內湖交通壅塞問題。[14]
- 2022年2月22日，交通部鐵道局表示，基隆捷運將與汐東捷運整合為Y字形路網，現行路線規劃，基隆捷運從汐止區公所站、汐科站、樟樹灣站等3站，都將和捷運汐東線共站[15]。
- 2022年3月15日，交通部邀集中央各部會及專家學者委員會，審查通過綜合規畫報告，接續將報請行政院核定。[16]
- 2022年3月21日，新北市政府捷運工程局啟動汐東捷運基本設計，基本設計廠商為中興工程顧問股份有限公司。[17]
- 2023年1月13日，行政院核定汐東捷運的綜合規劃報告。[18][19]
- 2023年3月3日，新北市政府捷運工程局函送工程經費審議予中華民國交通部。[20]
- 2023年7月3日，新北市政府捷運工程局表示，汐東捷運於同年7月底前招標，經費約新台幣376億元，汐東捷運與台北市民生汐止線、基隆捷運皆採一致的中運量系統捷運，民眾可一車搭到底，不必換車。[21]
- 2023年11月15日，歷經3次流標的要徑工程，於15日由稻田營造得標，預計年底開工，工程主要為優先排除主體工程的施工障礙，包括道路拓寬以及遷移自來水管。另外主體工程於2024年2月20日開標[22]。
- 2024年10月22日，捷運汐止東湖線統包工程決標，由馬來西亞商金務大工程股份有限公司、東丕營造股份有限公司、神通資訊科技股份有限公司得標。[23]
- 2025年3月20日，汐東捷運正式開工，預計2032年完工。[24]

## 車站
| 民生汐止線汐止東湖段 除營運中轉乘站之站名已確定外，其餘站名皆為暫定名稱。 |      |        |                       |      |        |                             |
| SB10                                                                      | 東湖 | Donghu | 文湖線                | 高架 | 臺北市 | 內湖區康寧路三段            |
| SB11                                                                      |      |        |                       | 高架 | 新北市 | 汐止區吉林街西側/南陽街東側 |
| SB12                                                                      |      |        | 汐止區福德二路/同興路 | 高架 | 新北市 |                             |
| SB13                                                                      |      |        |                       | 高架 | 新北市 | 汐止區樟樹二路/大同路       |
| SB14                                                                      | 汐科 | Xike   | 臺鐵縱貫線            | 高架 | 新北市 | 汐止區汐科站                |
| SB15                                                                      |      |        |                       | 高架 | 新北市 | 汐止區汐止區公所            |

## 外部連結
- 新北大眾捷運股份有限公司 （页面存档备份，存于） （繁體中文）
- 臺北市政府捷運工程局-民生汐止線說明 （页面存档备份，存于）
- 汐東捷運（原汐止民生線）|新北市政府捷運工程局 （页面存档备份，存于）